# اندیس خاک صنعتی خرانق
خاک صنعتی خرانق* یک اندیس غیرفلزی است که در حوالی شهر اردکان استان یزد قرار دارد و مادهٔ معدنی موجود در آن، خاک صنعتی است.سنگ میزبان این اندیس شیل و ماسه سنگ است و دیرینگی آن به دوران ژوراسیک می‌رسد.